# Wiley
Wiley (Eskiboy), egentligen Richard Kylea Cowie, född 19 januari 1979, är en brittisk rappare/musikproducent från Bow, östra London. Wiley säger sig själv ha utvecklat sin egen musikstil, så kallad Eski, som har mycket gemensamt med musikgenren grime.

## Diskografi
Studioalbum
- Treddin' On Thin Ice (2004)
- Playtime Is Over (2007)
- See Clear Now (2008)
- Race Against Time (2009)
- The Elusive (2010)
- The A-List Album

Street Albums
- Grime Wave (2008)

Mixtapes
- Da 2nd Phaze* (2006)
- Tunnel Vision Vol. 1 - 6 (2006-2007)
- Umbrella Vol. 1 (2008)

### Med Roll Deep
- 2005 "In At The Deep End"